# Paul Gordon (baloncestista)
Paul C. Gordon Jr. (Baltimore, Maryland, 8 de abril de 1927-Saddle River, Nueva Jersey, 2 de noviembre de 2002) fue un jugador de baloncesto estadounidense que disputó una temporada en la NBA. Con 1,91 metros de estatura, jugaba en la posición de alero.

## Trayectoria deportiva

### Universidad
Jugó durante su etapa universitaria con los Fighting Irish de la Universidad de Notre Dame, donde fue capitán del equipo.

### Profesional
Tras cumplir con el servicio militar en la Segunda Guerra Mundial y realizar un Máster en Administración de Negocios en la Universidad de Nueva York, con los que disputó únicamente cuatro partidos en los que anotó 3 puntos.

## Estadísticas de su carrera en la NBA

### Temporada regular
| Temporada | Edad | Equipo            | Liga | Pos. | P | TIT | MIN | TC  | TCA | %TC  | 3P | 3PA | %3P | TL  | TLA | %TL  | R.OF. | R.DEF. | REB | ASIS | ROB | TAP | PER | FP  | PTS |
| 1949-50   | 22   | Baltimore Bullets | NBA  |      | 4 |     |     | 0.0 | 1.5 | .000 |    |     |     | 0.8 | 1.3 | .600 |       |        |     | 0.8  |     |     |     | 0.8 | 0.8 |
| Total     |      |                   | NBA  |      | 4 |     |     | 0.0 | 1.5 | .000 |    |     |     | 0.8 | 1.3 | .600 |       |        |     | 0.8  |     |     |     | 0.8 | 0.8 |